# Stormvogels in het seizoen 1957/58
Het seizoen 1957/1958 was het vierde jaar in het bestaan van de IJmuidense betaaldvoetbalclub Stormvogels. De club kwam uit in de Eerste divisie B en eindigde daarin op de tweede plaats. Tevens deed de club mee aan het toernooi om de KNVB beker, hierin werd in de derde ronde verloren van Volendam (0–2).

## Wedstrijdstatistieken

### Eerste divisie B
|       | Eindhoven | Fortuna | Haarlem | Helmondia '55 | Hermes DVS | KFC   | Leeuwarden | Limburgia | RCH   | Rigtersbleek | SHS   | Sittardia | De Volewijckers | Wageningen | Xerxes |
| ----- | --------- | ------- | ------- | ------------- | ---------- | ----- | ---------- | --------- | ----- | ------------ | ----- | --------- | --------------- | ---------- | ------ |
| Thuis | 3 – 2     | 7 – 1   | 4 – 2   | 5 – 3         | 3 – 1      | 2 – 1 | 2 – 3      | 3 – 2     | 2 – 1 | 2 – 2        | 1 – 2 | 2 – 0     | 0 – 1           | 4 – 4      | 4 – 0  |
| Uit   | 5 – 0     | 2 – 4   | 1 – 3   | 2 – 2         | 0 – 4      | 1 – 4 | 1 – 2      | 1 – 2     | 2 – 1 | 2 – 1        | 0 – 2 | 1 – 1     | 2 – 0           | 2 – 3      | 1 – 3  |

### KNVB beker
| 1e ronde                                     | Stormvogels                                                           | 8 – 1 (4 – 0) | VVB                 |
| 26 december 1957 Plaats: Velsen Schoonenberg | Henk Groot 7', –', –', –' Gouke van der Meer –', –' Cees Groot –', –' |               | Koppen              |
| 2e ronde                                     | Stormvogels                                                           | 4 – 2 (4 – 1) | SVV                 |
| 16 februari 1958 Plaats: Velsen Schoonenberg | Henk Tap 15' (e.d.) Henk Groot 20' Henk Janssen Toon de Boer 40'      |               | 7', 67' Cor Corbeau |
| 3e ronde                                     | Volendam                                                              | 2 – 0 (1 – 0) | Stormvogels         |
| 21 mei 1958 Plaats: Volendam Julianastraat   | Dick Tol 15' Snelders 50' (e.d.)                                      |               |                     |

## Statistieken Stormvogels 1957/1958

### Eindstand Stormvogels in de Nederlandse Eerste divisie B 1957 / 1958
| Stand | Gespeeld | Gewonnen | Gelijk | Verloren | Punten | Doelpunten voor | Doelpunten tegen |
| ----- | -------- | -------- | ------ | -------- | ------ | --------------- | ---------------- |
| 2e    | 30       | 19       | 4      | 7        | 42     | 76              | 48               |

### Topscorers
| #                 | Naam               | Goal |
| ----------------- | ------------------ | ---- |
| 1.                | Cees Groot         | 22   |
| 2.                | Henk Janssen       | 17   |
| 3.                | Henk Groot         | 13   |
| 4.                | Cor Brom           | 10   |
| 5.                | Toon de Boer       | 7    |
| 6.                | Jan Luppens        | 2    |
| 6.                | Gouke van der Meer | 2    |
| 6.                | Jan Tol            | 2    |
| 9.                | Johan de Bie       | 1    |
| Onbekend doelpunt |                    |      |
| –                 | Onbekend           |      |
| Totaal            | Totaal             | 76   |

| #              | Naam               | Goal |
| -------------- | ------------------ | ---- |
| 1.             | Henk Groot         | 4    |
| 2.             | Cees Groot         | 2    |
| 2.             | Gouke van der Meer | 2    |
| 4.             | Toon de Boer       | 1    |
| 4.             | Henk Janssen       | 1    |
| Eigen doelpunt |                    |      |
| 1.             | Henk Tap (SVV)     | 1    |
| Totaal         | Totaal             | '    |